# Филип III фон Ринек
Филип III фон Ринек (на немски: Philipp III von Rieneck; * 14 юни 1504; † 3 септември 1559) е граф на Ринек.
Той е единственият син на граф Райнхард фон Ринек (1463 – 1518) и съпругата му графиня Агнес фон Глайхен-Тона († 1554), дъщеря на граф Зигмунд II фон Глайхен-Тона († 1525) и Елизабет фон Изенбург-Бюдинген († ок. 1543). Внук е на граф Филип II фон Ринек († 1497) и първата му графиня Маргарета фон Епщайн († 1463).
Филип III фон Ринек се жени на 18 август 1522 г. за графиня Маргарета фон Ербах (* 27 октомври 1507; † 8 август 1574), дъщеря на граф Еберхард XI фон Ербах (1475 – 1539) и графиня Мария фон Вертхайм (1485 – 1536).
Бракът е бездетен.